# سيسيل براون (صحفي)
سيسيل براون (بالإنجليزية: Cecil Brown)‏ هو مراسل عسكري وصحفي أمريكي، ولد في 14 سبتمبر 1907 في نيو برايتون في الولايات المتحدة، وتوفي في 25 أكتوبر 1987 في لوس أنجلوس في الولايات المتحدة.